# Ludo Sheid
Ludo Sheid – belgijski strzelec, medalista mistrzostw świata i Europy.

## Kariera
Był związany z Antwerpią, pełnił funkcję przewodniczącego tamtejszego klubu „Club du Fusil de Chasse”. Podczas swojej kariery Ludo Sheid przynajmniej raz zdobył medal na mistrzostwach świata w strzelaniu do rzutków. Podczas turnieju w 1935 roku został indywidualnym brązowym medalistą w trapie, przegrywając wyłącznie z Rudolfem Sackiem i Sándorem Lumniczerem. 
W 1935 roku zajął 3. miejsce indywidualnie na mistrzostwach Europy w trapie. Zawody te nie są jednak uważane za oficjalne przez Międzynarodową Federację Strzelectwa Sportowego. W 1957 roku zdobył brązowy medal w skeecie.

## Medale mistrzostw świata
Opracowano na podstawie materiałów źródłowych:
| Mistrzostwa   | Konkurencja | Wynik    | Miejsce |
| ------------- | ----------- | -------- | ------- |
| Bruksela 1935 | Trap        | 276 pkt. |         |

## Medale mistrzostw Europy
Opracowano na podstawie materiałów źródłowych:
| Mistrzostwa | Konkurencja | Wynik | Miejsce |
| ----------- | ----------- | ----- | ------- |
| Paryż 1957  | Skeet       | ?     |         |